# Wildstrubelgletscher
Der Wildstrubelgletscher, früher auch Lämmerengletscher, ist ein Gletscher in den Berner Alpen im Kanton Wallis, Schweiz. 2011 wies er eine Länge von 2,3 Kilometern auf. Seit 1917 hat er damit rund 450 Meter an Länge verloren. Die Fläche wurde für 1992 mit 3,15 km² angegeben.
Seinen Ausgangspunkt nimmt der Wildstrubelgletscher an der Südostflanke des Wildstrubelmassivs zwischen dem eigentlichen Wildstrubel (3244 m ü. M.) und dem Mittleren Gipfel auf über 3200 m. Der Gletscher fliesst als breiter Eisstrom nach Osten, flankiert vom Schneehore (3180 m) im Süden und dem Grossstrubel (3243 m) im Norden. Die Gletscherzunge endet derzeit auf einer Höhe von ungefähr 2540 m. Hier entspringt die Lämmerendalu, die das Tal zum Daubensee entwässert.
Vom weiter südlich befindlichen Plaine-Morte-Gletscher ist der Wildstrubelgletscher durch den Grat getrennt, der vom Weststrubel in südöstlicher Richtung über das Schneehore bis zum Rothorn (3103 m) zieht.
Auf der Landeskarte wurde bis in die zweite Hälfte der 1960er Jahre die östliche Hälfte des Plaine-Morte-Gletschers südlich dieses Grats als «Wildstrubelgletscher» bezeichnet. Der heute so heissende Gletscher wurde mit «Lämmer(e)ngletscher» bezeichnet. Der Name Lämmerengletscher bezeichnet heute den vom Schwarzhorn herabfliessenden Gletscher, die bis zu Beginn der zweiten Hälfte des 20. Jahrhunderts eine gemeinsame Gletscherzunge hatten.
In seinem Hochstadium um die Mitte des 19. Jahrhunderts erstreckte sich der Wildstrubelgletscher alias Lämmerngletscher noch weiter talabwärts bis auf den Lämmerenboden. Auch der Steghorngletscher reichte in dieser Zeit vom Steghorn (3147 m) bis zum Wildstrubelgletscher hinab und trug keinen eigenen Namen.